# İlayda Elif Elhih
İlayda Elif Elhih ist eine türkische Schauspielerin.

## Leben und Karriere
Elhih besuchte die Pera Fine Arts High School. Danach studierte sie an der Kadir Has Üniversitesi. Von 2020 bis 2021 bekam sie in der Fernsehserie Çukur eine Nebenrolle. Außerdem spielte sie in dem Film Sardunya die Hauptrolle und gewann die Auszeichnung bei den 40th International Istanbul Film Festival als "Beste Schauspielerin".

## Filmografie (Auswahl)
- 2020–2021: Çukur (Fernsehserie 3 Episoden)
- 2020: Sardunya (Film)